# Лаваня
Лава̀ня (на италиански и на лигурски: Lavagna) е пристанищен град и община в Северна Италия, провинция Генуа, регион Лигурия. Разположен е на брега на Лигурско море, на лигурското Източно крайбрежие. Населението на общината е 12 510 души (към 2011 г.).